# Regina South West (circonscription saskatchewanaise)
Pour les articles homonymes, voir Regina (homonymie).
Circonscription électorale provinciale du Canada
Regina South West est une ancienne circonscription électorale provinciale de la Saskatchewan au Canada. Elle est représentée à l'Assemblée législative de la Saskatchewan de 1967 à 1971.

## Liste des députés
| Parlement                                | Années                                | Député                                | Député                                | Parti                                 |
| Regina South West                        | Regina South West                     | Regina South West                     | Regina South West                     | Regina South West                     |
| Circonscription issue de Regina South    | Circonscription issue de Regina South | Circonscription issue de Regina South | Circonscription issue de Regina South | Circonscription issue de Regina South |
| ---------------------------------------- | ------------------------------------- | ------------------------------------- | ------------------------------------- | ------------------------------------- |
| 16e                                      | 1967–1971                             |                                       | Donald Mighton McPherson (en)         | Libéral                               |
| Circonscription issue de Regina Lakeview |                                       |                                       |                                       |                                       |